# Сажинська Ірина Віталіївна
Сажа, справжнє ім'я Ірина Віталіївна Сажинська (нар. 9 серпня 1994, Запоріжжя) — поетеса та ілюстраторка. Комунікаційниця ПрАТ «НЕК „Укренерго“» (з 2021). Народилась у Запоріжжі, живе в Києві.

## Освіта та професійна діяльність
Навчалась у Запорізькій гімназії № 25 гуманітарного профілю. У 2010 році вступила до Запорізького електротехнічного коледжу на спеціальність «Економіка підприємств».
У 2016 році закінчила Національний університет «Запорізька політехніка» за спеціальністю «Фінанси і кредит». За фахом — фінансист.
З 2018 по 2020 рік працювала літературною інтерв'юеркою проєкту «РІД».

## Поетичні книжки
- «Приблизькість» (Сажинська І. В. Приблизькість: збірка поезій. Запоріжжя: Кругозір, 2016)
- «Голубина пошта» (Сажинська І. В. Голубина пошта: збірка поезій. Київ: Український пріоритет, 2018)[1]
- «Cor humanum» (Сажинська І. В. Cor humanum: збірка поезій. Київ: Саміт-книга, 2019)
- «Лемніската» (Сажинська І. В. Лемніската: збірка поезій. Київ: Смолоскип, 2024)

Вірші з цих книжок перекладено на іврит, англійською, польською, білоруською, російською, французькою, німецькою мовами.

## Відзнаки
- Всеукраїнський літературний конкурс «Хортицькі дзвони» (2014)
- Міжнародний літературний конкурс «Зірка Різдва» (2015)
- Міжнародний літературний конкурс «Гранослов» (2017, 2018)[2]
- Літературний конкурс «Витоки» (2017)
- Всеукраїнський літературний конкурс Асоціації українських письменників (2018)
- Літературний конкурс «Гайвороння» (2018)[3]
- Міжнародний літературний конкурс видавництва «Смолоскип» (2022)[4]
- Міжнародний літературний конкурс «Коронація слова» (2018)[5]
- Міжнародний літературний конкурс «Інтереальність» (2019)
- Міжнародний літературний конкурс ім. Григора Тютюнника (2019)
- Міжнародна слов'янська поетична премія (2019)
- Міжнародна німецько-українська літературна премія ім. Олеся Гончара (2020)[6][7]
- Президентська стипендіатка 2019—2020[8]
- Мистецька резидентка міста Грац, Австрія[9]

## Публікації
- Альманахи: «Хортицькі дзвони», «Кругозір», «Не міліють джерела Дніпрові», «Гранослов», «Палісадник»[10], «Поетична антологія Запоріжжя», «Материк»
- Часописи: «Хортиця», «Полымя» (Білорусь)
- Колективні збірки: «Вірш солдату», «Скажіть, що ви живі»
- Антології: «25 до 30», «Армія. Мова. Віра. Антологія українських письменників», «Ukraińska Nadzieja» (Польща), «Книга Love 3.0. Любов, що перемагає»
- Газети: «Запорозька Січ», «Літературна Україна», «Українська літературна газета»
- Журнали: «Дзвін», «Парадигма»[11]
- Інтернет портали: Litcentr[12], «Лабораторія»[13] та Kiev.Life тощо.

## Ілюстраторські проєкти
- Поетична книжка «Приблизькість» (авторка текстів — Ірина Сажинська)
- Поетична книжка «Голубина пошта» (авторка текстів — Ірина Сажинська)
- Поетична книжка «Cor humanum» (авторка текстів — Ірина Сажинська)
- Поетична книжка «Лемніската» (авторка текстів — Ірина Сажинська)
- Поетична книжка «Мурахи Йоганна Себастьяна» (авторка текстів — Єлизавета Жарікова)
- Поетична книжка «Поміж жіночих звивин» (авторка текстів — Леся Мудрак)[14]
- Мистецький проєкт «Суб'єктив» (кураторки проєкту — Софія Безверха та Марія Рей)
- Поетична книжка «У чоловічих рукавах» (автор текстів — Сергій Савін)
- Мистецький проєкт «Двокрапка» (авторка проєкту — Софія Безверха)
- Мистецький журнал «Парадигма» (редактори журналу — Анна Грувер та Володимир Коркунов)[15]
- Поетична книжка «Ефект близькості» (авторка текстів — Тетяна Власова)[16]
- Поетична книжка «Маяк і маятник» (авторка текстів — Світлана Дідух-Романенко)
- Поетична книжка «Діти жонглюють камінням» (автор текстів — Ігор Мисяк)
- Поетична книжка «#графоманські_вірші» (авторка текстів — Юлія Ілюха)
- Прозова книжка «Мої жінки / My women» (авторка текстів — Юлія Ілюха)
- Прозова книжка «У тиші думок» (авторка текстів — Мар'яна Пильник)
- Поетична книжка «Уламки» (авторка текстів — Ірина Рудика) тощо

А також ілюстраторські проєкти для ПрАТ «НЕК „Укренерго“», медіа «Локальна історія», «Тиктор» тощо. Станом на грудень 2024 року у доробку Ірини Сажинської налічується близько 40 мистецьких проєктів.

## Переклади
- БумБамЛіт. Анталогія беларускай паэтычнай рэвалюцыі / БумБамЛіт. Антологія білоруської поетичної революції (поезія, есеї, спогади і щоденникові нотатки; білоруською та українською, переклад із білоруської: Ігор Астапенко, Ярослав Гадзінський, Дарина Гладун, Яніна Дияк, Віктор Іщенко, Дмитро Лазуткін, В'ячеслав Левицький, Лесик Панасюк, Богуслав Поляк, Сергій Рубнікович, Ірина Сажинська, Юлія Стахівська, Олексій Шендрик, Павло Щириця) (Київ, 2021)[17]